# Замкнутое пространство
Для одноимённого математического понятия, смотрите Замкнутое множество и Пространство (математика)

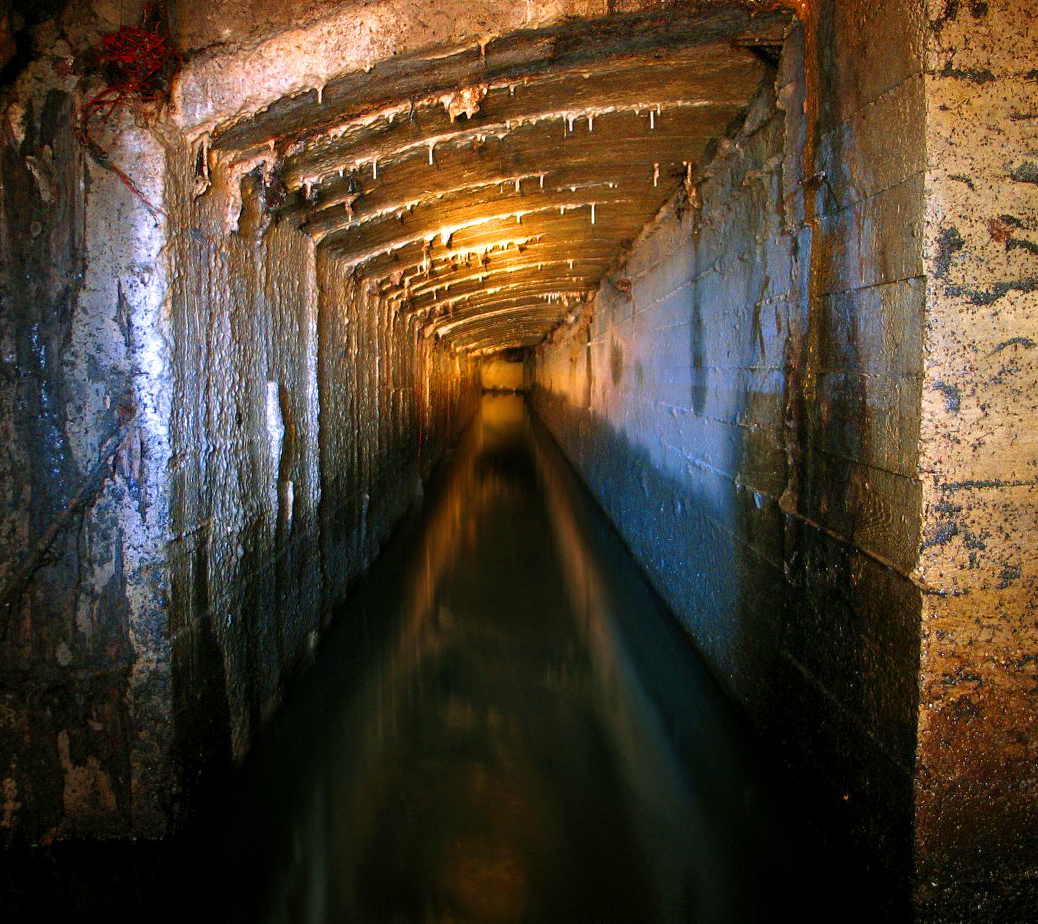
Ливневая канализация

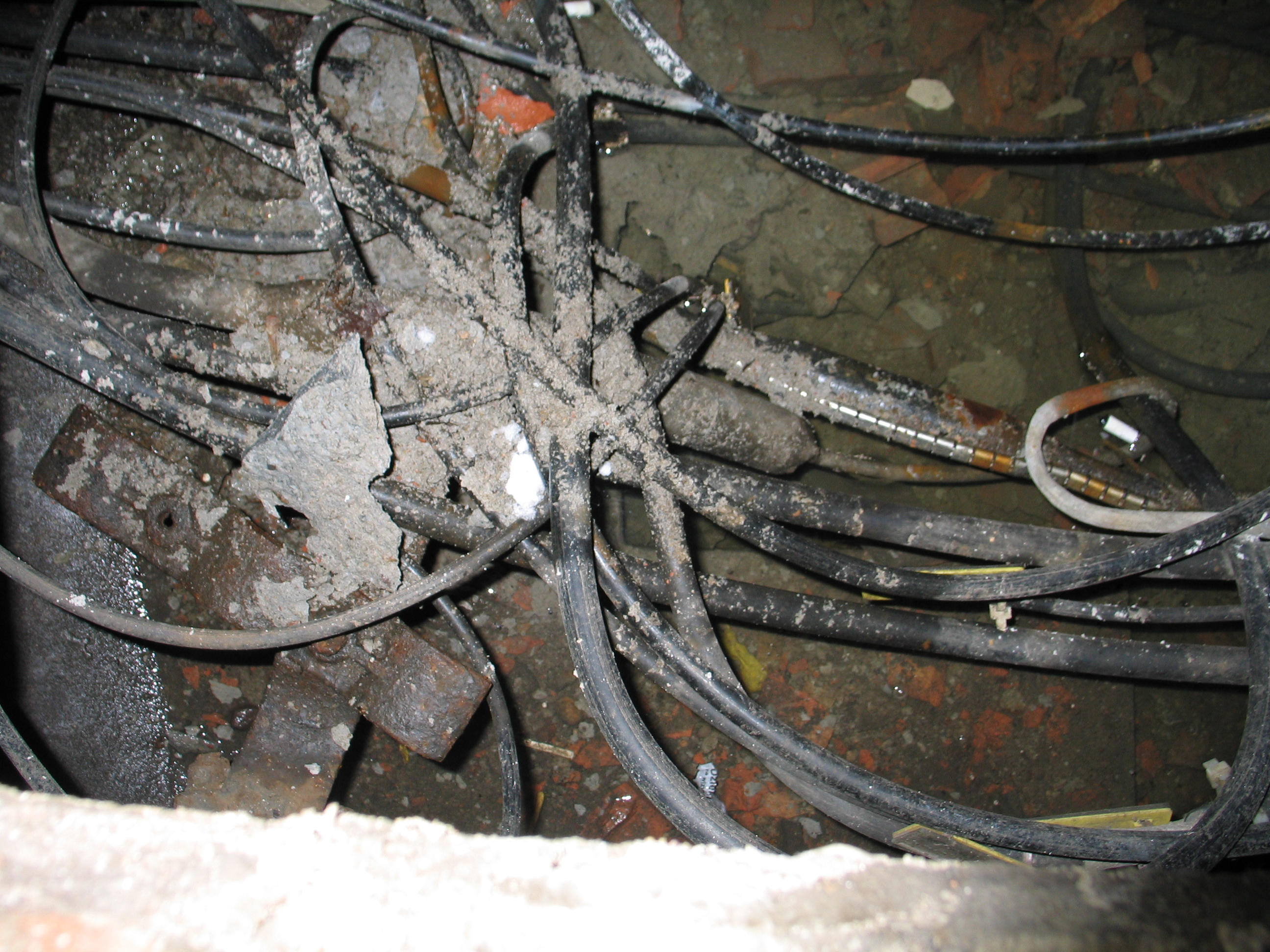
Внутри кабельного колодца

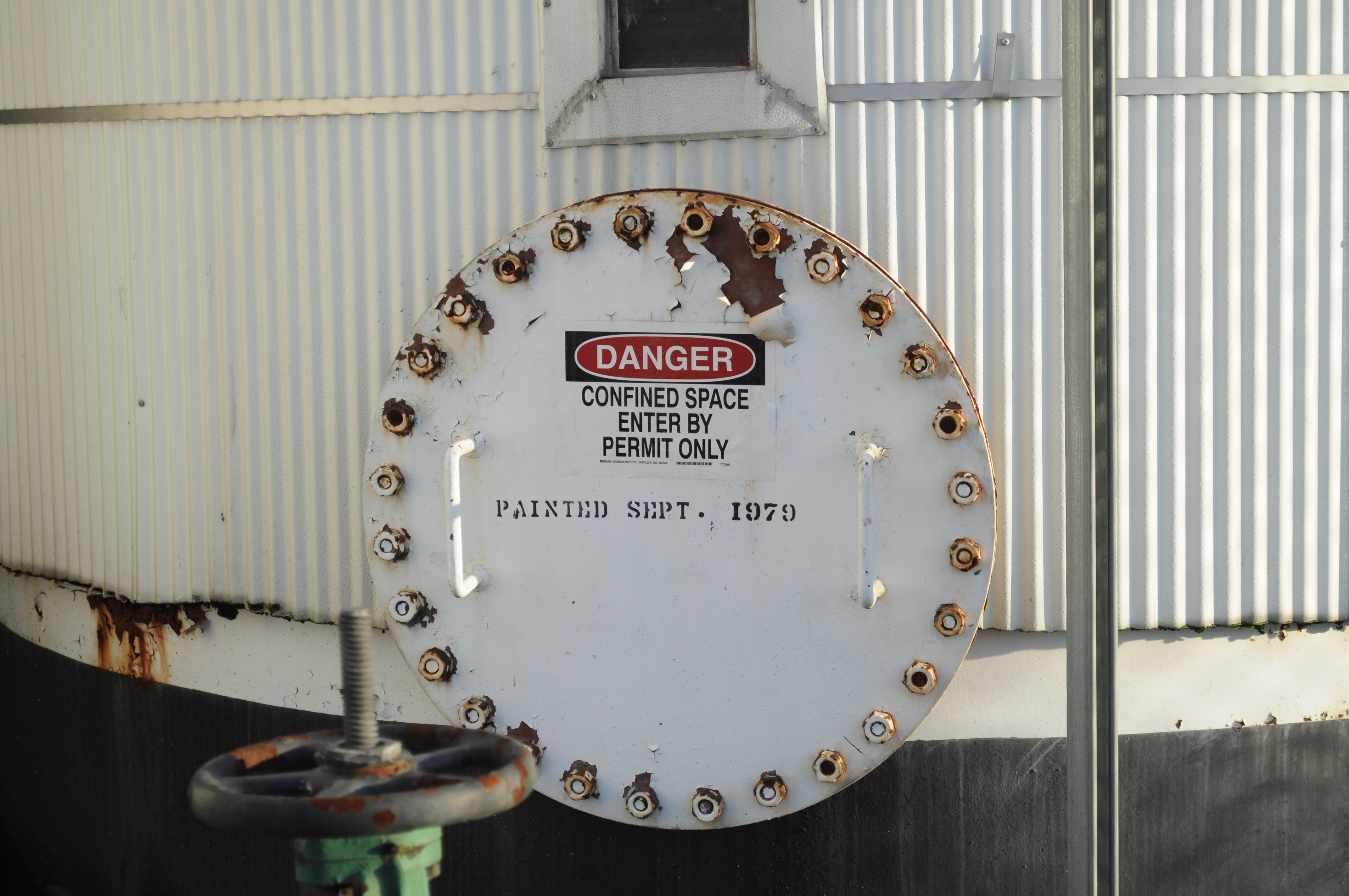
Американский знак опасности

Замкнутое пространство — термин, относящийся к охране труда и обозначающий пространство, ограниченное со всех сторон, входы и выходы из которого затруднены или ограничены и препятствуют быстрому проходу через них работников и воздухообмену. Например: люки, коллекторы, резервуары, различные производственные ходы и туннели, внутренности промышленных установок.

## Производственная безопасность
Замкнутые пространства не рассчитывают на долговременное пребывание человека, санитарные нормы там ослаблены или отсутствуют вовсе. Потому, спустившись в замкнутое пространство, рабочий может сталкиваться с такими опасностями:
- Загазованность, запылённость и нехватка кислорода из-за ржавления, горения, гниения и скопления тяжёлых газов. Работы, связанные с горючим газом или паром, могут легко довести атмосферу до взрывоопасной.
- Трудности выхода: пожар, травма или ухудшение самочувствия могут не позволить работнику выбраться самостоятельно.
- Падение инструментов и материалов с высоты. Риск самому упасть с высоты. Опасность засыпания или затопления.
- Неудобная поза, теснота, риск задеть за препятствие и получить травму.
- Некомфортная температура: жара, холод, перепад температур. Повышенная влажность.
- Стены переотражают и усиливают шум. Внутри тяжело общаться голосом, рабочий утомляется от шума.
- Темнота.
- Эпидемиологическая опасность, например, от сточных вод.

Поэтому люди, работающие в замкнутых пространствах, должны соблюдать правила техники безопасности:
- Проводить вентиляцию пространства перед началом работ.
- Использовать газоизмерительное оборудование. Не полагаться на нюх — у метана нет запаха, а большие концентрации вредных газов притупляют чувства[2].
- Работать в защитной одежде.
- Использовать средства индивидуальной защиты[3] - каски, страховочные линии и т.д.
- Быть особенно осторожным — даже небольшое ЧП в замкнутом пространстве может не дать работнику выбраться наружу.
- Подготовить план спасения, если работающий потеряет сознание, случится пожар и т. д[4]. Способы спасения в порядке предпочтения: сбежать самостоятельно, вытянуть дистанционно, спуститься внутрь.[5]
- Прежде чем вытягивать пострадавшего, нужно обезопасить себя, иначе вместо одного трупа будут два![6] Если его ударило током — отключить; если задохнулся — проветрить ход или спускаться в изолирующем противогазе, и т. д. Считается, что 2⁄3 пострадавших в замкнутом пространстве — те, кто полезли спасать товарища[7][8].
- В замкнутых металлических резервуарах запрещена сварка.
- Если один спускает второго на верёвке — проработать систему сигналов верёвкой.
- Не захламлять пространство, держать лестницы в хорошем состоянии[9].
- Принимать адекватные меры, чтобы случайно не запустить оборудование, когда внутри люди.

Даже обычные обитаемые места могут превратиться в замкнутое пространство, если перекрыть вентиляцию и доступ — например, если на время покраски обвешать стены кабинета полиэтиленовой плёнкой.
Работники, связанные с замкнутыми пространствами, делятся на три группы, и к каждой свои требования к профессиональной подготовке.
- Непосредственно работающие в замкнутом пространстве.
- Мастера, бригадиры, страхующие, спасатели и прочие, находящиеся снаружи во время работы.
- Специалисты по организации работ в замкнутых пространствах; люди, обеспечивающие остальные две группы всем необходимым.

## Газы
Из вредных газов, естественным образом появляющихся в замкнутых пространствах, наиболее распространены:
- Угарный газ (CO). Без запаха. Появляется при сгорании с недостатком кислорода и как компонент выхлопных газов.
- Сероводород (H2S). С запахом тухлых яиц, при дальнейшем пребывании запах перестаёт ощущаться. Возникает при разложении органического материала.
- Метан (CH4). Без запаха. Пожаро- и взрывоопасен. Возникает при разложении органического материала. Сам по себе для здоровья малоопасен, но вытесняет кислород. Значительно легче воздуха и в проветриваемых помещениях не накапливается.

Разумеется, работы могут внести и свои газы (например, пары растворителя).

## Пример: пожар наГАЭСКэбин-Крик (Джорджтаун,Колорадо)
В 2000 году ревизоры выяснили, что покрытие водовода (длинный, более километра, наклонный туннель) из синтетической смолы нужно заменить. Несколько лет владельцы ГАЭС откладывали крайний срок, после чего экономии ради решили обратиться к компании, печально известной своими штрафами от Управления по охране труда. К сентябрю 2007 года осушили верхний бьеф, и работа началась.
С горем пополам пескоструйной обработкой сняли старое покрытие, не обошлось без пострадавших: один рабочий поскользнулся в замшелом туннеле и вывихнул плечо.
В октябре началась работа по нанесению нового покрытия. Внизу работали пять маляров, а сверху подносчики приносили горячую смолу. Для очистки распылителей использовался метилэтилкетон, легкогорючее вещество. Готовились к обеду, промывали кетоном оборудование, и вдруг случился пожар. Пожарные прибыли быстро, однако ничем не могли помочь: никто не сказал, что пожар в замкнутом пространстве. Решили спуститься в туннель в изолирующем противогазе на квадроцикле, но в густом дыму пришлось повернуть назад. Пожар быстро потух сам по себе, отрезанные от выхода маляры задохнулись, пострадало ещё четверо.